# Pterella trichiosoma
Pterella trichiosoma är en tvåvingeart som först beskrevs av Boris Borisovitsch Rohdendorf 1927.  Pterella trichiosoma ingår i släktet Pterella och familjen köttflugor. Inga underarter finns listade i Catalogue of Life.